# Adolph L'Arronge

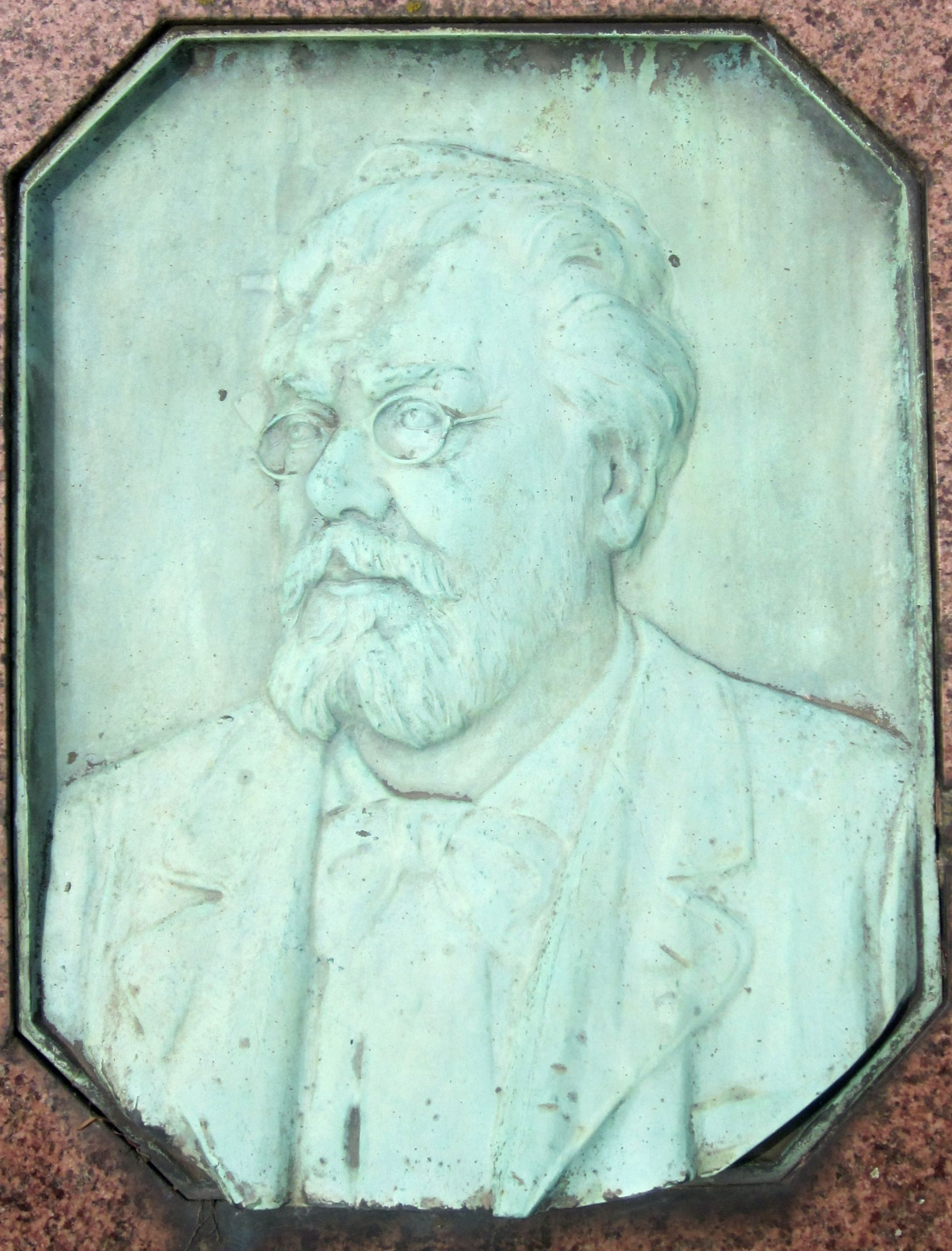
Porträttrelief på L'Arronges gravsten i Kreuzberg.

Adolph L'Arronge, född 8 mars 1838, död 25 maj 1908, var en tysk lustspelsförfattare och teaterledare.
L'Arronge var först musiker. Han ledde 1874–1878 Lobeteatern i Breslau och 1883–1894 den av honom, Ludwig Barnay och Siegwart Friedmann med flera grundade Deutsches Theater i Berlin. 
Flera av hans folkkomedier och lustspel har med stor framgång uppförts även i Sverige, bland annat Mein Leopold (1873, Kumlander), Hasemans Töchter (1877, "Flickorna Blom") och Doktor Klaus (1878).